# Kazimierz Światopełk-Mirski
Kazimierz Światopełk-Mirski (ur. 3 lipca 1891 w Worońcu k. Białej Podlaskiej, zm. 8 lipca 1941 w KL Auschwitz-Birkenau) – polski ziemianin, działacz społeczny, polityk, poseł na Sejm w II RP.

## Życiorys
Syn Czesława Światopełk-Mirskiego h. Białynia (1862–1920) i Marii Antoniny z Fragetów (1869–1938). Był bratem Julii (1890–1981), Józefa (1893–1970) i Marii Ludwiki (1901–1998). W 1910 ukończył gimnazjum gen. P. Chrzanowskiego w Warszawie. W latach 1910–1914 studiował rolnictwo w Wyższej Szkole Rolniczej w Stuttgarcie i na uniwersytecie w Berlinie. W 1917 wstąpił do I Korpusu gen. J. Dowbor-Muśnickiego. Od 1918 służył w 3 pułku ułanów, później w wojnie polsko-bolszewickiej 1920 brał udział jako oficer 203 pułku ułanów. W latach 30. piastował urząd prezesa okręgowego Towarzystwa Organizacji i Kółek Rolniczych (TOiKR), prezesa Związku Ziemian, członka rady wojewódzkiej i stanowisko radcy Izby Rolniczej w Lublinie.
W 1935 został posłem IV kadencji (1935–1938) wybranym 41 701 głosami z okręgu nr 37 (powiat bialski, włodawski i radzyński).
W czasie II wojny światowej, w czerwcu 1940 został aresztowany przez gestapo i uwięziony, początkowo w Białej Podlaskiej, a następnie w Zamku w Lublinie. 15 października 1940 został wywieziony do obozu koncentracyjnego Auschwitz, gdzie zmarł.
Od 3 czerwca 1924 był mężem Izabeli hr. Potulickiej h. Grzymała (1899–1980), z którą miał synów: Krzysztofa (1925–1944) i Michała.

## Ordery i odznaczenia
- Krzyż Kawalerski Orderu Odrodzenia Polski (10 listopada 1933)[5]
- Krzyż Walecznych (trzykrotnie)
- Złoty Krzyż Zasługi (trzykrotnie: 21 marca 1929[6], 11 listopada 1936[7], 23 kwietnia 1938[8])